# Stadion v Jiráskove ulici
El Stadion v Jiráskově ulici es un estadio multiusos ubicado en la ciudad de Jihlava, en la Región de Vysočina, en la República Checa. Es actualmente usado para juegos de fútbol y es el campo del FC Vysočina Jihlava, un club de la Liga Checa de Fútbol. El estadio fue abierto en 1955 y posee actualmente una capacidad para 4082 personas.
El club emprendió una importante remodelación cuando el equipo fue promovido a la Primera Liga Checa en 2005 y 2012, para que el estadio cumpliera con los criterios de la liga. El estadio cuenta con dos zonas principales para el público local (sectores A y B), mientras que los aficionados visitantes se ubican en 229 asientos detrás de uno de los arcos (sector D). El lado restante, sector C, está reservado para invitados vip.

## Partidos notables
Stadion v Jiráskově ulici hosted the final of the 2010–11 Czech Cup, a 1–1 draw between Mladá Boleslav and Sigma Olomouc. Boleslav went on to win 4–3 on penalties. This was only the third final to be held outside of Prague since the competition began in the 1993–94 season.
El Stadion v Jiráskově ulici organizó la final de la Copa Checa de fútbol 2010-11, entre el Mladá Boleslav y el Sigma Olomouc, finalizado en empate 1-1, aunque luego el Boleslav ganó 4-3 en los penaltis. Ésta fue tan sólo la tercera final celebrada fuera de Praga desde que comenzó la competición, en la temporada 1993-94.